# 旺德雷斯
旺德雷斯（法語：Vendresse，法語發音：[vɑ̃dʁɛs]）是法国阿登省的一个市镇，属于沙勒维尔-梅济耶尔区。

## 地理
旺德雷斯（49°36'14"N, 4°47'38"E）面积43.22 平方千米，位于法国大東部大區阿登省，该省份为法国北部内陆省份，西接埃纳省，南至马恩省，东临默兹省，北与比利时接壤。
与旺德雷斯接壤的市镇（或旧市镇、城区）包括：拉讷维尔阿迈尔、奥米库尔、奥蒙、萨波涅和弗谢尔、索维尔、谢姆里-谢埃里、弗利兹、拜龙埃塞桑维龙、塔奈-勒蒙迪约。

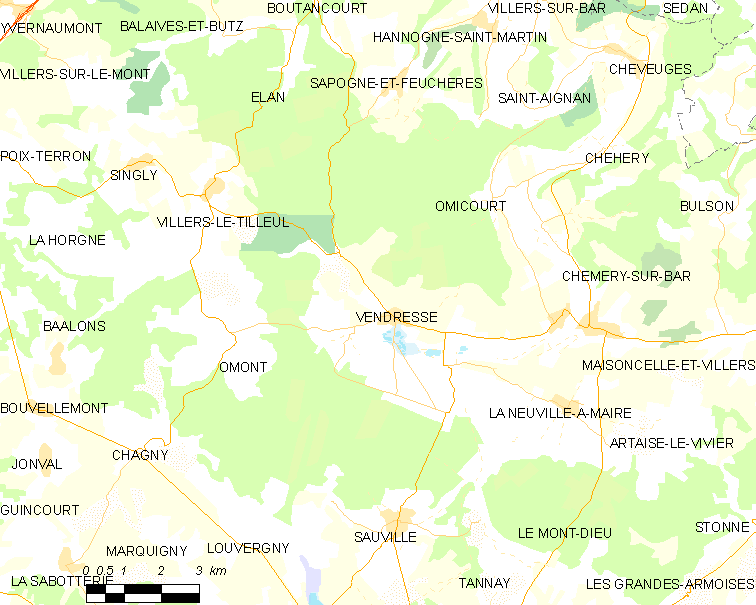
旺德雷斯的OSM定位图

旺德雷斯的时区为UTC+01:00、UTC+02:00（夏令时）。

## 行政
旺德雷斯的邮政编码为08160，INSEE市镇编码为08469。

## 政治
旺德雷斯所属的省级选区为默兹河畔努维永县。

## 人口

1962-2008年间旺德雷斯人口变化图示

旺德雷斯于2022年1月1日时的人口数量为479人。